# Liacarus laterostris
Liacarus laterostris är en kvalsterart som beskrevs av Mihelcic 1954. Liacarus laterostris ingår i släktet Liacarus och familjen Liacaridae. Inga underarter finns listade i Catalogue of Life.